# 新党改革
新党改革（しんとうかいかく、英語: New Renaissance Party）は、かつて存在した日本の政党。略称は改革、NRP。1字表記の際は、改と表記される。2010年4月23日までの党名は改革クラブ（かいかくクラブ、英語: Japan Renaissance Party）。

## 概要
2008年（平成20年）8月に、民主党執行部の党運営に反発する渡辺秀央らと自民党への復帰を望む荒井広幸らにより「改革クラブ」として結成される。結党の翌月から政党助成法上の要件を満たす政党であったが、2009年8月30日投開票の第45回衆議院議員総選挙後の一時期、国会議員が定数を満たさず、政治団体に転落していたことがあった。なお、1998年から2000年まで国会に議席を有していた改革クラブとは構成メンバー・政策などいずれの面からも無関係である。
2010年4月23日、自民党を離党した舛添要一を新代表として政党名を「新党改革」に変更し、自民党との統一会派「自由民主党・改革クラブ」を解消。舛添以外に第22回参議院議員通常選挙で自民党の公認を得られなかった矢野哲朗・小池正勝が入党したが、改革クラブ結党時のメンバーであった大江康弘と唯一の衆議院議員であった中村喜四郎との2名が舛添への反発から離党した。大江はその後幸福実現党を経て自民党に入党、中村は引き続き自民党との統一会派で活動した。
2010年の第22回参議院議員通常選挙において比例区での得票率が2.0%を超えたため、2016年まで政党助成法上の政党要件を満たしていた。
2016年の第24回参議院議員通常選挙において東京都選挙区に公認候補1名を擁立し、また比例区で9名が立候補したものの、代表の荒井広幸も含め全員が落選し国会での議席を失うこととなった。比例区での得票率も2.0%を下回ったため、新党改革は荒井の任期満了を待たず2016年7月10日付けで政党要件を失った。25日、解散式を行なった。

## 党史

### 改革クラブの結成
民主党参議院議員の渡辺は、自由党に所属し、小沢一郎の側近として民由合併を積極的に進めたが、2004年（平成16年）の第20回参院選に出馬した際、小沢の支援を得ることができず、渡辺を師と仰ぐ大江康弘とともに小沢と距離を置くようになった。
郵政民営化をめぐり自民党を離党し新党日本結成に参画した荒井は、党代表である田中康夫の党運営に反発して離党、自民党と統一会派を結成したが与党が参院において少数派であったことから影響力を発揮することができなかった。
そのような状況で民主党離党を決意した渡辺・大江は、荒井と同じく参院で孤立していた無所属の松下新平と新党結成を画策した。当初はこの4人に加えて民主党の姫井由美子も参加する予定であったが、前日の8月28日に新党立ち上げが明るみに出ると、姫井は民主党執行部の説得を受けて翻意、記者会見直前で参加を取りやめた。また渡辺が強い影響力を持っていた新潟県でも菊田真紀子ら民主党国会議員の追随はなく、逆に渡辺の影響力低下を示す結果となった。
そのため、発足当初は政党交付金の受給資格である「国会議員数が5人以上」をクリアできず、政党助成法上の政党に該当しない政治団体として扱われていたが、9月24日に衆議院議員で無所属の西村眞悟が加わったことにより政党助成法上の政党要件を満たし、同日付で政党としての届けを総務省に提出し受理された。
結党2日後の9月1日に福田康夫内閣総理大臣が辞意を表明し、次期自民党総裁の選出と衆議院解散総選挙の日程が政治の焦点となった。さらに9月半ばから世界的な金融危機が勃発したため、改革クラブへの社会的関心は急速に薄れることとなった。

### 渡辺秀央代表時代
2008年9月24日に召集された第170臨時国会の冒頭に行われた内閣総理大臣指名選挙では、参議院において改革クラブの4人は1回目、決選投票の双方とも自民党総裁、麻生太郎に投票した。一方、衆議院で唯一の所属議員である西村眞悟は麻生でなく平沼赳夫に投票した（1回目で麻生が過半数の票を獲得したことに伴い決選投票は行われず）。
12月16日、首相官邸の麻生太郎内閣総理大臣に、「五項目の要望書」（事業規模23兆円の追加経済対策の成果を確実にあげる・世界的な金融危機突破のために躊躇せず財政出動を行う・拉致問題解決に全力を尽くす・その他）を提出した。
第170回国会にて、12月24日に「クラスター爆弾禁止条約の批准を国会承認しないことに関する請願」を、翌2009年2月25日に「パチンコ店における出玉の換金行為を取り締まり、完全に違法化することに関する請願」・「憲法第九条第二項のみを改正し、自衛権及び自衛隊の存在を明記することに関する請願」を衆議院に提出。また7月には第171回国会に「政府広報テレビの開設を求めることに関する請願」を衆議院に提出した。
第45回衆議院議員総選挙には自公政権の“与党”（閣外協力）として参加しており、「麻生内閣の継続」を明確に訴えた。選挙では西村のみが大阪府第17区から比例近畿ブロックとの重複で立候補したが落選した。西村の落選で現職国会議員が結成メンバー4人に戻り、再び政党要件を喪失した。
9月11日、参議院で自民党と統一会派「自由民主党・改革クラブ」を結成した。
第172特別国会では、自民党が首班指名選挙で麻生総裁の辞任で空席となっていた総裁の代役として若林正俊・自民党両院議員総会長に投票した際に改革クラブも自民党に同調し、若林に投票した。
10月16日、無所属で政治活動を続けていた中村喜四郎が入党し、政党要件を回復。10月19日には、衆議院でも自民党と統一院内会派を組むことで合意した。
12月25日、松下新平が第22回参議院議員通常選挙で自民党公認で出馬する意向を示した。松下が離党すると政党助成金をもらえる政党要件を満たさなくなるところであったが、参議院議員山内俊夫が2010年1月5日に自民党を離党、1月8日に改革クラブに入党したため、政党要件を維持した。その後、松下は1月14日に離党、翌15日に自民党に入党しており、松下と山内は両党間でトレードのような形で移籍したことになる。なお、改革クラブのホームページでは今回の出来事が全く記載されていない。

### 舛添要一の合流と党名変更
2010年4月23日、自由民主党を離党した舛添要一らが改革クラブに合流し、名称変更（対外的には新党結成）した。新たな政党結成ではなく党名変更であるため、改革クラブへの政党助成金の交付はこれまで通り受けることができる。なお、舛添は、自由民主党の参議院比例代表選出議員であるが、2007年の当選時には改革クラブは政党として存在していなかったため、公職選挙法の定める移籍の制限には抵触しない。
舛添を党首とする動きに反発し、4月22日に中村喜四郎が離党。翌23日に大江康弘も「誘われたが、政党交付金目当てで大義名分がない」と批判して離党。改革クラブの新党移行により衆参の統一会派「自由民主党・改革クラブ」が消滅。中村は引き続き衆議院で自由民主党との統一会派「自由民主党・無所属の会」に参加し、活動した。
4月23日、舛添代表が都内で「新党改革」の結成会見を行った。なお、新党改革の旗揚げに際して、代表の舛添は略称を「ますぞえ新党」とする方針を表明していたが、公職選挙法86条の7第1項後段は、届出る政党の名称や略称に代表者の氏名を類推させる表現の使用を禁じており、中央選挙管理委員会が認める見込みがないことが判明したことから、この略称使用は幻に終わった。
6月の鳩山由紀夫内閣総辞職に伴う首班指名選挙では舛添代表を全員支持。
7月11日に行われた第22回参議院議員通常選挙において、比例区での得票率が2.0%となり、政党助成法における政党要件を引き続き満たし、2016年7月までは国会議員が1人以上所属していれば政党要件を満たすことになった。だが議員数は参議院で6人から2人へと激減し、活動に制約がかかることから7月16日にたちあがれ日本と参議院で統一会派「たちあがれ日本・新党改革」を結成した。参議院会派としては5人となり、予算委員会での質疑に参加できるようになった。
2011年8月の菅第2次改造内閣退陣に伴う首班指名選挙では1回目は舛添に投票。決選投票においては自由民主党・公明党だけでなく同会派のたちあがれ日本も自由民主党総裁・谷垣禎一を支持した中、白票を投じた。
2012年1月18日、たちあがれ日本との統一会派を解消する（たちあがれ日本は翌19日に自民党と統一会派結成）。
2012年12月の第46回衆議院議員総選挙で比例東北ブロックおよび比例東京ブロックに比例代表公認候補を擁立した。また、他の政党の公認候補11名を推薦した。選挙の結果2名とも落選し、衆議院での議席獲得はならなかった。2013年7月の第23回参議院議員通常選挙に改選を迎える舛添代表は不出馬を表明し、他にも党公認候補を擁立しなかった。したがって新党改革所属議員は荒井幹事長1人となる。
党幹部だった矢野哲朗は「（舛添体制時代の）新党改革は総会も役員会も一度も開かれていなかった」と述べている。

### 荒井広幸代表時代
2013年7月22日、役員会において、舛添代表の辞任と荒井新代表の就任が決まり、7月23日に代表異動の届出をした。
7月24日、無所属の参議院議員平野達男と浜田和幸の2名が会派入りし、会派名を「新党改革・無所属の会」に変更する（浜田は2014年11月に次世代の党に入党し会派を離脱）。
2014年1月に舛添要一が2014年東京都知事選挙への立候補において無所属で立候補をすることを目的に離党した。
11月25日、第47回衆議院議員総選挙では、比例東京ブロックでの候補者の擁立を発表し、小選挙区では一部の自民党候補を推薦することを決定したが、議席獲得には至らなかった。同月、新党改革ブックレット「ホワイトブック」vol.1『居住コンセプト 原発事故被害者の健康と安全のための新たな居住制度確立に向けた提案』を発行する。
2015年1月26日、無所属の衆議院議員野間健が「新党改革・無所属の会」に会派入りし衆参3人の会派となる。
2015年7月の参議院選挙制度改革では、荒井代表によって4つの選挙区を2つに合区して参議院合同選挙区を創設する「10増10減」案が立案され、可決・成立した。
8月、平和安全法制の修正案を日本を元気にする会・次世代の党と共同提出した。最終的に付帯決議に取り込まれる形で与党に受け入れられ、これら野党3党と自民・公明を合わせた5党の賛成により同法案は9月19日、可決した。
12月18日、野間が「新党改革・無所属の会」を退会し、民主党・維新の党を中心に結成された院内会派「民主・維新・無所属クラブ」に参加した。

### 全議席喪失と解党
2016年5月10日、同年夏に行われる第24回参議院議員通常選挙における公認候補として、元女優の益戸育江を東京選挙区に出馬（なお、本名の「益戸育江」ではなく、女優時代の芸名「高樹沙耶」として立候補）させることを発表した。また、比例全国区には代表の荒井をはじめとする9人が立候補。
7月10日投開票の結果、東京選挙区の高樹沙耶が落選。比例区では、表現の自由を掲げた山田太郎（新党改革推薦無所属）が民進党、おおさか維新の会、日本共産党、社民党、生活の党と山本太郎となかまたちの当選一位の獲得票を上回る約29万票を獲得し善戦するも、党全体としての議席獲得には及ばず、代表かつ唯一の現職所属議員である荒井も落選したことで全議席を失った。また比例区での得票率も2.0%を下回ったことで新党改革は荒井の任期満了を待たず同日付けで政党要件を喪失した。この結果を受け、7月11日、荒井は自身の政界引退と解党を表明した。
統一会派「新党改革・無所属の会」を組む平野は、7月12日に自民党に入党届を提出し、7月23日に入党を了承された（なお、平野の入党により自民党は27年ぶりに参院単独過半数を回復した）。7月25日、荒井代表は任期満了をもって政界を引退し、統一会派「新党改革・無所属の会」も解散した。
解党後の2017年9月27日、荒井元代表は「選挙や政策に関して全て自民党と同じ形で投票行動がなされていた」として自民党への復党が承認された。

## 略史
改革クラブ時代
- 2008年（平成20年）
  - 8月28日 - 参議院議員4人により結成[1]。参加予定であった姫井由美子が直前に翻意し、政党要件を満たさない政治団体として発足。
  - 9月24日 - 無所属（元民主党）の衆議院議員・西村眞悟が参加。所属国会議員が計5人となり政党要件を満たす。
- 2009年（平成21年）
  - 8月30日 - 第45回衆議院議員選挙で西村が落選。所属国会議員が参議院の4人のみとなり、再び政党要件を満たさない政治団体となる。
  - 9月11日 - 参議院で自民党との統一会派「自由民主党・改革クラブ」を結成。
  - 10月16日 - 無所属（元自民党）の衆議院議員・中村喜四郎が入党、所属議員が5人となり、政党要件を回復。
  - 10月19日 - 衆議院でも自民党との統一会派を結成することで合意。
- 2010年（平成22年）
  - 1月8日 - 山内俊夫参議院議員（5日に自民党を離党）が入党。
  - 1月14日 - 松下新平参議院議員が離党（翌15日、自民党に入党）。
  - 4月22日 - 中村喜四郎衆議院議員が離党。
  - 4月23日 - 大江康弘参議院議員が離党。

新党改革時代
- 2010年（平成22年）
  - 4月23日 - 党名を「新党改革」に変更、自民党を離党した舛添要一参議院議員が代表に就任[9]。矢野哲朗・小池正勝の両参議院議員が入党。これに伴い、自民党との衆参での統一会派を解消。
  - 7月11日 - 第22回参議院議員通常選挙で比例区の1議席を獲得。
  - 7月16日 - 参議院でたちあがれ日本との統一会派「たちあがれ日本・新党改革」を結成。
- 2012年（平成24年）
  - 1月18日 - 参議院でのたちあがれ日本との統一会派を解消。
  - 5月29日 - 2012年沖縄県議会議員選挙で、19名の候補者を推薦した。
  - 12月16日 - 第46回衆議院議員総選挙で比例区に2名擁立するも当選者を出せず。
- 2013年（平成25年）
  - 7月21日 - 第23回参議院議員通常選挙で候補者を擁立せず。
  - 7月22日 - 荒井代表の就任が決まる。
  - 7月24日 - 参議院で無所属の平野達男、浜田和幸両議員と統一会派「新党改革・無所属の会」を結成。
- 2014年
  - 9月12日 - 10月26日投開票の2014年福島県知事選挙に荒井代表と姻戚関係にある無所属の熊坂義裕の支援を表明。同選挙では内堀雅雄候補に自民・民主・公明・社民・維新が相乗りで支援するなか、熊坂は異例の共産党と新党改革による支援候補だった。
  - 11月21日 - 次世代の党に入党した浜田が会派離脱。
  - 12月14日 - 第47回衆議院議員総選挙で比例東京ブロックに4名擁立するも当選者を出せず。
- 2015年
  - 1月26日 - 衆議院で無所属の野間健議員が新党改革・無所属の会に入会（ただし衆議院では一人のため、みなし会派扱い）。
  - 12月18日 - 野間が「新党改革・無所属の会」を退会し、「民主・維新・無所属クラブ」に参加。
- 2016年
  - 7月10日 - 第24回参議院議員通常選挙投票日。東京選挙区に候補者を擁立するも落選。比例区も荒井代表含む9人全員が落選。同日付けで政党要件喪失[11]。
  - 7月11日 - 荒井代表、党代表と政治家としての力量不足を理由に政界引退ならびに、新党改革の解党を表明。
  - 7月23日 - 平野が自民党に入党。
  - 7月25日 - 荒井代表が任期満了をもって政界引退。統一会派「新党改革・無所属の会」も解散。
  - 12月31日 - 総務省に解散を届出。

## 政策
- 家庭ノミクス
- 新しい政治のモデルを作る
  - 政・官・業・組合の癒着を断つ
  - 誰もが参加できる政治へ
  - 政治主導の確立
  - 行政現場第一主義
  - 憲法改正
- 国際社会の中で、夢と希望ある日本へ
  - グローバル社会の中での生き残り戦略
  - 内向きの日本を打破
- 日本の改革を断行
  - 地方分権を推進、道州制を導入し、国の新しいモデルと作る
  - 改革を行い、国民の暮らしを豊かに
- 国民に安心を
  - 安定した外交・安全保障
  - 安心して働き、全員が働ける社会を作る
  - 世代間格差の解消
  - 歳入歳出一体改革
  - 医療・介護・子育てを充実させる
  - 地域コミュニティを再生させる
  - 国を守る農林水産業へ
  - 地球規模の環境対策
  - 電力自由化および原子力撤廃の推進
- 海外留学の促進
- 国民監査請求制度の国政への導入

以下は旧改革クラブ時代の政策である。
- 強い・明るい・誇りある日本をつくるための改革
- 北朝鮮による拉致被害者の救出
- 自主憲法の制定
- 中選挙区制の復活
- 在日米軍基地の負担軽減及び日米地位協定改正
- 日本における外国人参政権・人権擁護法案への反対
- 金融機能を安定させ、同時に景気を早急に回復させ、国民生活を守る。
- 社会保障制度を改革し、将来にわたって不安のない生活を保障する。
- 格差がなく、将来に希望が持て、安全で安心な社会を実現する。
- 地球環境や世界平和へ貢献するとともに、日本という国のあり方を見直す。
- 地域の活力を取り戻し、農林水産業の活性化と地域の自立を図る。
- 拉致被害者救出の国民運動を推進する。
- 健全な財政と信頼される行政を確立する。

## 役職

### 執行部役員
| 代表 | 代表 | 荒井広幸 |

### 歴代代表一覧
| 代 | 代表 | 代表     | 期 | 就任日        | 退任日                  |
| -- | ---- | -------- | -- | ------------- | ----------------------- |
| 1  |      | 渡辺秀央 | 1  | 2008年8月29日 | 2010年4月22日           |
| 2  |      | 舛添要一 | 1  | 2010年4月23日 | 2013年7月22日           |
| 3  |      | 荒井広幸 | 1  | 2013年7月22日 | 2016年7月25日（解党日） |

### 歴代の役員表
| 代表     | 衆議院代表 | 幹事長    |            | 総務会長     | 国対委員長 | 組織委員長 |          | 就任年月  |
| -------- | ---------- | --------- | ---------- | ------------ | ---------- | ---------- | -------- | --------- |
| 渡辺秀央 | 西村眞悟   | 荒井広幸  |            | 大江康弘     | 大江康弘   | 松下新平   |          | 2008年9月 |
| 渡辺秀央 | 中村喜四郎 | 荒井広幸  | 2009年10月 | 大江康弘     | 大江康弘   | 松下新平   |          |           |
| 代表     | 代表代行   | 幹事長    | 政調会長   | 政調会長代理 | 国対委員長 | 事務総長   | 最高顧問 | 就任年月  |
| 舛添要一 | 矢野哲朗   | 荒井広幸  | 小池正勝   | 萩原誠司     | 山内俊夫   | 山内俊夫   | 渡辺秀央 | 2010年4月 |
| 舛添要一 |            | 荒井広幸  |            |              |            | 2010年7月  |          |           |
| 荒井広幸 |            | 2013年7月 |            |              |            |            |          |           |

## 政党交付金
| 年                 | 金額            |
| ------------------ | --------------- |
| 2009年（平成21年） | 7726万6567円    |
| 2010年（平成22年） | 1億1998万0000円 |
| 2011年（平成23年） | 1億1941万0000円 |
| 2012年（平成24年） | 1億1961万4000円 |
| 2013年（平成25年） | 1億2468万9000円 |
| 2014年（平成26年） | 1億0264万9000円 |
| 2015年（平成27年） | 1億0485万6000円 |
| 2016年（平成28年） | 1億0521万9000円 |

### 新党改革の政党交付金を巡る報道
- 2014年東京都知事選挙の際、同選挙に立候補した舛添に対し、しんぶん赤旗が「舛添が新党改革の2億5000万円の借入金を政党交付金などを使い違法に返済した疑いがある」と報じ[40]、新党改革に所属していた矢野と山内も同様の告発を実名で行った。矢野は舛添が党役員会の承認もないまま借り入れを行っており、党大会の開催や会計の公表を求めたが舛添が応じなかったと主張[41][42]。この件は舛添が当選後の2016年にほかの政治資金問題と合わせて都議会で取沙汰されるようになったが、舛添および荒井は政党交付金の充当を否定した[43]。
- 舛添が代表を務めていた自民党および新党改革の政党支部が、高級リゾートホテルの宿泊や飲食代金などに支出を行っており、両政党支部の収入の9割が税金が元の政党交付金で賄われていることから批判を受けた[44]。他の資金管理団体も含めた舛添の政治資金私的流用疑惑の調査報告書では、これらの支出について「違法性はないが不適切」と結論付けられた[45]。

## 党勢の推移

### 衆議院
| 選挙         | 当選/候補者 | 定数 | 得票数（得票率） | 得票数（得票率） | 備考           |
| 選挙         | 当選/候補者 | 定数 | 選挙区           | 比例代表         | 備考           |
| ------------ | ----------- | ---- | ---------------- | ---------------- | -------------- |
| （結党時）   | 0/-         | 480  |                  |                  |                |
| 第45回総選挙 | 0/1         | 480  | 36,650（0.05%）  | 58,141（0.08%）  | 入党+1、離党-1 |
| （改称時）   | 0/-         | 480  |                  |                  |                |
| 第46回総選挙 | 0/2         | 480  | -                | 134,781（0.22%） |                |
| 第47回総選挙 | 0/4         | 475  | -                | 16,597（0.03%）  |                |

### 参議院
| 選挙           | 当選/候補者 | 非改選 | 定数 | 得票数（得票率） | 得票数（得票率）   | 備考           |
| 選挙           | 当選/候補者 | 非改選 | 定数 | 選挙区           | 比例代表           | 備考           |
| -------------- | ----------- | ------ | ---- | ---------------- | ------------------ | -------------- |
| （結党時）     | 4/-         |        | 242  |                  |                    | 入党+3、離党-1 |
| （改称時）     | 6/-         |        | 242  |                  |                    |                |
| 第22回通常選挙 | 1/12        | 1      | 242  | 625,431（1.07%） | 1,172,395（2.01%） |                |
| 第23回通常選挙 | -/0         | 1      | 242  | -                | -                  |                |
| 第24回通常選挙 | 0/10        | 0      | 242  | 60,431（0.11%）  | 580,653（1.04%）   |                |

### 所属国会議員
参議院議員荒井広幸（比例、参2衆3）の任期満了をもって国会における議席を喪失した。

### 地方議員
- 地方議員：1人（2016年4月1日現在[46]）
  - 都道府県議会：1人
    - 福島県議会1（川田昌成（須賀川市岩瀬郡選挙区）。2016年4月1日、会派「ふくしま未来ネットワーク」を「新党改革ふくしま」に会派名変更。2016年7月25日、「新党改革ふくしま」を「ふくしま未来ネット」に会派名変更[47]。一人会派）

  - 市町村議会：0人
- 政党支部数:3（2016年1月1日現在[48]）

### 政党収入額
- 2014年 - 1億6,926万円